# Ефремкино (Хакасия)
Ефремкино — село в Ширинском районе Республики Хакасии. Административный центр Ефремкинского сельсовета. Находится в 46 км на юго-запад от административного центра села Шира и одноимённой железнодорожной станции. Расположено на берегу реки Белый Июс у подножия горного массива Тогыз Ас.

## Население
| 2002 | 2010 |
| ---- | ---- |
| 536  | ↘451 |

Число хозяйств: 21. В селе проживают русские, украинцы, немцы, хакасы и другие.

## Экономика
Основные предприятия: муниципальное унитарное предприятие «Ефремкино», Коммунаровское лесничество. Развивается туристическая индустрия.

## Ефремкинское месторождение мрамора
Расположено в Ширинском районе, в 40 км западнее села Шира. Выявлено в 1992 году. Мрамор представлен розовато-белыми мелкозернистыми разновидностями, среди которых встречаются чисто белые статуарные. Месторождение не разрабатывается.

## Инфраструктура
Общеобразовательная школа, детский сад, дом культуры, библиотека, церковь. 